# Теренцій
Публій Теренцій Афр (лат. Publius Terentius Afer; 195 (або 185) — 159 до н. е.) — давньоримський письменник, комедіограф, молодший сучасник Плавта та Цецилія Стація.

## Життєпис
Народився у Карфагені, проте не був карфагенянином. Його прізвище Афер (Африканський) вказує, що він походив з лівійців. Був рабом римського сенатора Теренція Лукана. Тут він вивчив латину. Сенатор, який цінував розумові здібності та красу свого раба, надав йому гарну освіту, а зрештою й волю. Існує версія, що саме вдячність до благодійника і спонукала майбутнього драматурга взяти його ім'я — «Теренцій».
Написавши 166 р. до н. е. комедію «Дівчина з Андроса», Теренцій хотів поставити її на римській сцені, але перед тим, як заплатити авторові гонорар і дати дозвіл на прем'єру, еділ послав його по рецензію до відомого тоді комедіографа Цецилія Стація. Коли погано одягнений юнак несміливо зайшов до розкішного будинку римського патриція, його шанси на успіх були невисокими. Біографи переповідають, що знаний драматург тоді саме обідав, тож поставився до необхідності вислуховувати «писанину» чергового аматора вкрай негативно. Проте вже початок комедії нікому тоді ще не відомого Теренція так сподобався Стацієві, що він навіть запросив незнайомця пообідати разом. А невдовзі Публій Теренцій Афр, варвар із далекої Африки й учорашній раб, виключно завдяки своєму таланту здійснив карколомну літературну кар'єру, увійшовши до грекофільського гуртка найрафінованіших аристократів Риму.
Цей гурток очолював видатний римський полководець і оратор, майбутній руйнатор Карфагену (146 р. до н. е.) — Публій Корнелій Сципіон Еміліан Африканський Молодший. В цей час Публій Теренцій Афр займається складанням комедій. Тож не дивно, що у творчості Теренція відчутні витончені уподобання членів гуртка Сципіона, які добре знали багату грецьку літературу і культуру та прагнули облагородити латинську мову і літературу, орієнтуючись на еллінські першоджерела.
Після постановки «Братів» у 160 році Теренцій вирушив до Греції для ознайомлення з грецькими установами та звичаями і звідти вже не повернувся. Помер у 159 р. до н. е., 25-ти чи 35-річним. Щодо смерті Теренція немає точних відомостей. За одними він потонув у морі із 108 перекладеними комедіями Менандра, за іншими — помер в Аркадії у м. Стимфали або на о. Левкадія (Іонічні острови).
Теренцій залишив після себе доньку.

## Творчість
За характером творчості Теренцій різко відрізнявся від свого попередника Плавта і популярності серед римлян майже не мав. Причину цього, мабуть, слід шукати в походженні самого автора. Хоча обставини, за яких він став рабом невідомі, але, безперечно, рабство залишило глибокий слід у його душі, він добре пам'ятав про нього і робив усе можливе, щоб пізніше ніхто б не мав приводу нагадати його родовід.
Увійшовши у вищі кола суспільства, він для нього і вирішив писати комедії. Але не такі, як у Плавта, що орієнтувався на плебейську масу глядачів і робив ставку на сміх. Теренцій вважав, що за своїм культурним рівнем патриціат набагато перевищував цю масу. Орієнтація на вищі кола суспільства істотно змінила стилістику комедій. Сміх як засіб сподобатися римській еліті відпадав, він міг і образити. Розумну, освічену людину слід було зацікавити іншим — певною проблемою, що примусила б її замислитись. Комедії Теренція відрізняються своєю серйозністю, відсутністю благанно-комедійних засобів.
Сюжет п'єс цілком залежав від змісту тієї Менандрової комедії, що ставала основою твору Теренція. Отже, якоїсь оригінальності у них шукати годі. Його комедії швидше схожі на пізнішу європейську «слізливу комедію», розраховану на те, щоби викликати у глядача щире співчуття. Інтрига як така не цікавить автора. Головну увагу він звертає на характери героїв, причини їхніх вчинків, а вони майже завжди шляхетні, чесні та добрі. Не випадково один із персонажів Теренція проголошує афористичні слова: «Я людина і ніщо людське не чуже мені». Подібних афоризмів у Теренція трапляється чимало.
Проте хоч як намагався поет не торкатися питань римської дійсності, але вона все одно нагадувала про себе, хоч і в завуальованій формі. Одна проблема особливо цікавила його — це вибір шляху молодою людиною. Як жити далі? Куди йти? Як себе поводити? Для римської молоді то були проблеми справді болісні та актуальні, оскільки занепад моралі не припинявся.
Уже римські дослідники звернули увагу на досконалу літературну мову Теренція, що до появи його творів практично ще не сформувалася. У нього відсутні застарілі форми Плавтової мови. Герої Теренція розмовляють мовою, позбавленою брутальних зворотів, лайки, грубих висловів. Мову твору Теренція уважно вивчали граматики та оратори, зокрема, дуже високо цінував Цицерон. Юлій Цезар залишив своє звернення до Теренція, назвавши його «напів-Менандром» і «великим поетом», котрий говорив «чистою мовою».
Усього Теренцієм було написано 6 комедій:
- «Дівчина з острова Андроса» або «Андріянка» («Andria»),
- «Самоучитель»,
- «Свекруха» («Hecyra»),
- «Караються самі себе» («Heautontimorumenos»),
- «Євнух» («Eunuchus»),
- «Форміон» («Phormio»; ім'я звідника в п'єсі);
- «Брати» («Adelphae»).

Сюжети перших чотирьох він запозичив у Менандра, а останніх двох — у Аполлодора.

## Дівчина з Андроса
Дівчина з Андроса (166 до н. е.) — у цій першій комедії Теренція вже намітилися характерні риси його творчості. Уже в пролозі автор повідомляє, що поєднав у своєму творі дві комедії Менандра. Дія комедії відбувається в Афінах, на вулиці між будинками старого Симона і його сусдідки Глікерії, в яку закоханий симонів син Памфіл. Старий прознав, що Глікея, буцімто, є сестрою розпусниці Хрісіди, яка переїхала до Афін з острова Андроса. Побачивши, що Памфіл кохає Глікерію, Симон порізно пристає на пропозицію заможного сусіда Хремета одружити сина з донькою Хремета, а сам таким чином хоче вивідати синові наміри. Памфіл, за порадою спритного раба Дава, нібито погоджується на цей шлюб. Але Хреметову доньку кохає інший юнак — Харін. Проте, довідавшись про зв'язок Глікерії й Памфіла, Хремет відмовляється віддати за нього доньку. Далі Теренцій повторює традиційний матеріал менандрівський хід: відбувається впізнавання Глікерії, яка виявилась донькою самого Хремета. Тож Хремет віддає її за Памфіла, а іншу свою доньку — за Харіна. Ось такий щасливий фінал має комедія, яка закінчується зверненням Дава до глядачів: «Аплодуйте!»

## Брати
Брати (160 до н. е.), у якій оповідається про те, що старий Мікіон не мав рідних дітей, а в його брата Демеї було два сини. Тож Мікіон усиновив одного з них — Есхіна і виховував юнака в рамках розсудливої довіри. Суворий Демея часто докоряв йому за це. Інший Демеїн син, Ктесифон, закохався в арфістку Вакхіду, яка належить зводнику Санніонові. Есхін любив свого брата Ктесифона, тож бере частину його «грішків» на себе. Мікіонів раб Сір виховував обох братів і нині їх підтримує.
Колись Есхін збезчестив Памфілу, в якої наближаються пологи. Він готовий узяти на себе всі клопоти і від дитини не відмовляється. Але Ктесіфонові гріхи, котрі Есхін узяв на себе, зашкодили його власним стосункам із нареченою. Тим часом Демея чимдалі більше переконується, що його брат Мікіон ласкою та добром добивається більшого, ніж він сам — суворими обмеженнями та причіпками. Ктесифон весело проводить час із Вакхідою, вони щиро кохають одне одного. Сплативши двадцять мін звіднику за арфістку, Мікіон вирішив залишити її в своєму домі. А Демеї він каже: кожен має право жити так, як звик, якщо цим не заважає оточуючим. І Демея на очах змінюється: нещодавно суворий і гордовитий, він стає привітним навіть до рабів. У пориві почуттів наказує слугам знести паркан між будинками: нехай двір буде загальним, а веселля — спільним, і тоді нареченій не доведеться йти в будинок нареченого, що в її нинішньому стані вже нелегко. А Демея запропонував Мікіонові відпустити на свободу вірного раба Сіра, а заразом — і його дружину.

## Форміон
Форміон (161 до н. е.), про те, як спритний і хитрий парасит (похлібець) Форміон домагається в заможного рабовласника Деміфонта згоди на одруження його сина Антіфонта з нібито безрідною сиротою Фанією, яка насправді є позашлюбною донькою Деміфонтового брата — багатія Хремента. Це з'ясовується звично для еліінської комедії (та контамінацій Теренція) — шляхом «упізнавання», після чого справу залагоджено щасливо. Саме «Форміон» був одним із першоджерел для Бомарше у процесі написання його знаменитих комедій про Фігаро.

## Самоучитель
Самоучитель (162 до н. е.), про те, як суворий батько Менедем заборонив синові Клінії одружуватися з бідною сусідкою Антіфілою, а той його ослухався. За це батько позбавив його спадщини і прогнав із дому (син пішов до війська), а потім від розкаяння Менедем відмовився від своїх статків і почав жити в злиднях, сам себе замучивши важкою роботою. Сусід Хремет пропонує помирити його з сином, а коли Менедем питає, чому це той та переймається чужими проблемами, Хремет відповідає знаменитою реплікою, яка під час прем'єри була зустрінута одностайними оплесками, а згодом стала афоризмом і увійшла до збірок крилатих латинських латинських «Homo sum, humani nihil a me alienum puto» (Я є людиною, тому ніщо людське мені не чуже"). У справу, за традицією, втручається спритний Хреметів раб — Сир, який веде інтригу до щасливої розв'язки. Антіфіла виявилася донькою Хремета, колись покинутою ним і його дружиною Состратою у важких життєвих обставинах. Зрештою кохані побралися. І Хремет проголошує останні, фінальні слова, який дає згоду на щасливу розв'язку: «Я згоден! Прощавайте! Аплодуйте!»

## Євнух
Користувалася особливим успіхом. За неї він отримав приз у 8 тисяч сестерцій (приблизно 40 кг срібла) — найбільшу на той час кількість грошей за твір. Успіх «Євнуха» у римської публіки слід пояснювати деякими пікантними подробицями цієї п'єси, герой якої переодягався євнухом і в цій якості був присутній при купанні своєї коханої. Теренцій був майстром контамінації, тобто мистецтва об'єднування в одній комедії декількох творів одного чи кількох авторів. Проте, на відміну від Плавта, він намагався зберегти вишуканість стилю і витонченість сюжету еллінського першоджерела.

### Сюжет
Памфілу (яка згодом виявилася громадянкою Афін), названу сестру гетери Фаїди, сам про це не відаючи, Фаїді ж подарував вояк Фрасон. А Фаїдин коханець Федрія послав до неї купленого ним євнуха. Херея (молодший брат Федрії) закохався в Памфілу. За порадою спритного раба Парменона, переодягшись в одяг купленого Федрією євнуха, Херея прокрався до дому Фаїни, де, як уже зазначалося, він збезчестив Памфілу. Тут знайшовся Памфілін брат, який був теж громалянином Афін, і одружив Херею з дівчиною.
(За Антична література: навч. посібн. / Ковбасенко Ю. І./ — 3-тє вид., випр. та доповн. К.: Київський університет імені Бориса Грінченка, 2014. — 256 с.)

## Свекруха
Вельми холодно, навпаки, прийнята була публікою «Свекруха». Під час 1-ї і 2-ї її яви народ волів залишити театр і дивитися канатних танцюристів і гладіаторів. Ця родинна драма має досить складний сюжет. Памфіл закоханий у гетеру Вакхіду, але батько примушує його одружитися з дочкою сусіда Фідіпа Філуменою. Юнак не знає, що вона — жертва його нічного насильства і чекає від нього дитину. Сп'янілий, він до того ж зняв з її пальця перстень і подарував Вакхіді, розповівши їй про все, що трапилося. Розказав про це він і своєму рабу Парменону. Все ще кохаючи Вакхіду, Памфіл не звертає уваги на дружину. Та поступово гетера почала від нього віддалятися і врешті Памфіл з нею зовсім пориває, а згодом закохується у Філумену. Але в цей час помирає його родич і Памфіл на певний час від'їздить у справах спадщини. Щоби приховати від свекрухи свою вагітність, Філумена залишає будинок Памфіла і повертається до матері — Міррини, звинувативши свекруху Сострату в поганому ставленні до неї. Памфіл приїздить додому, мріючи про примирення з дружиною, але випадково виявляє справжню причину «хворості» Філумени. Глибоко ображений, він уважає себе збезчещеним і рішуче відмовляється повернути Філумену з дитиною у свій дім. Цього вимагають батьки Памфіла — Лахет і Фідіп, які нічого не знають про безчестя дівчини. Міррина благає Памфіла визнати дитину своєю, щоб відвернути сором від доньки, а потім уже з нею розлучитися, і він погоджується. Врешті Лахет з Фідіпом дізнаються про народження дитини, вважаючи Памфіла її батьком. Вони даремно умовляють його повернути дружину і звертаються з проханням до Вакхіди не приймати більше свого колишнього коханця. Гетера вирішує запевнити в цьому і Філумену з її матір'ю. Пізніше, наказавши Парменону негайно відшукати Памфіла, вона короткою фразою розв'язує увесь заплутаний конфлікт комедії: «Той перстень, що колись подарував мені він, Міррина враз пізнала. Перстень був її дочки.»
(811—812)
Так з'ясовується, що головний герой є справжнім батьком дитини, і настає щасливий фінал.
Невеликий успіх цієї родинної драми пояснювався її серйозністю і браком комедійних епізодів, пов'язаних в основному з гумором раба Парменона. Інші персонажі не виявляють схильності до якихось жартів чи комізму. До того ж у цій п'єсі немає жодного образу, який мав би певні негативні риси і міг бути висміяний.
З жіночих образів звертає на себе увагу образ гетери Вакхіди, яка сама говорить про свою винятковість, несхожість на колег по професії. Цінуючи доброту Памфіла, його щирість у коханні, вона хоче допомогти йому. Коли ж їй щастить «з'єднати» його родину, знайти справжніх батьків дитини, вона відверто радіє з цього, хоч у її словах відчувається прихований біль: «Яку ж то радість мій прихід приніс Памфілу нині! скільки щастя їм принесла! Клопіт
я зняла з усіх!
Дитя рятую: ладний він його згубити з ними.
Йому над всяке сподівання я жону вернула. І сумніви всі вирішила його батька з тестем. Початком усього ж оцей був малий
перстенець.» (816—821)
У даний час найбільш витриманим твором Теренція як по ходу дії, так і з вироблення характерів визнаються «Брати».
Бідний і суворий селянин Демея одного зі своїх синів, Ктесіфона, залишив на виховання у себе, а другого, Есхіна, усиновив заможний брат Демеї Мікіон, який мешкав у місті. Виховували вони юнаків кожний по-своєму, відповідно до власних поглядів на життя. Демея дотримується патріархально-традиційних методів, що передбачають важку фізичну працю, беззастережне виконання наказів батька. Мікіон віддає перевагу гуманній системі, він намагається прищепити Есхінові почуття незалежності, людської гідності, чесності і доброти. Він поблажливо ставиться до його юнацьких захоплень і не приймає засобів виховання Демеї (як і той — його): «Той важко помиляється, по-моєму, Авторитетною хто владу ту вважає
Й міцнішою, що лиш тримається на силі, Ніж ту, що дружелюбством сама твориться.»
(66-69)
Але Есхін, зійшовшись із бідною дівчиною Памфілою, котра чекає від нього дитину, нічого про це не говорить Мікіону. Пізніше той дає Есхінові можливість одружитися з Памфілою, оскільки гроші взагалі для нього особливої вартості не мають. У цей самий час Ктесіфон закохується в арфістку, котра належить звіднику Саніону. Заради свого брата Есхін з бійкою звільняє її. Звістка про скандал набуває широкого розголосу. Усі засуджують дії молодих людей, особливо розгніваний Демея, хвилюється й родина нареченої Есхіна. Вважають, що він визволив арфістку для себе. У його вчинку Демея бачить наслідки надто вільного виховання Мікіона. Тим більшим виявляється розчарування Демеї, коли з'ясовується, що арфістка призначена для втіх Ктесіфона, якого він виховував у суворих правилах. Таким чином, Теренцій переконує глядачів у перевазі системи Мікіона, котрий ніби перемагає свого брата. Проте у фіналі автор примушує глядачів прийти до прямо протилежних висновків. Демея, бажаючи завоювати популярність, стає щедрим і поблажливим. Щоправда, робить він це за рахунок брата: пропонує дати волю рабу Сіру з його дружиною, нагородити їх за вірну службу, подарувати ділянку землі бідному родичу. А перед цим він радить самому Мікіону одружитися з матір'ю арфістки і долає його опір з допомогою Есхіна.
Фінал, як свідчили вже античні вчені, належав самому Теренцію. На той час римляни ще не могли цілком сприйняти як епікурівську систему виховання, так і надто сувору Демеї. Тому автор обирає компроміс: традиційні прийоми виховання значно кращі, ніж нові, «модні», але їх слід «розбавити» певними дозами гуманного ставлення до вихованців.
Найпривабливішим персонажем п'єси є Мікіон, у якого доброзичливість до людини поєдналася з практицизмом і здоровим глуздом. У вигідному світлі зображений і Есхін. Цікаво, що ця п'єса Теренція єдина, де звідник з'являється у трьох сценах (у першому акті). До того ж Саніон показаний автором не в карикатурному плані, як Плавтові звідники та лихварі. Відчуваючи ненависть до себе з боку всіх людей, він ні на кого не звертає уваги і домагається виплати втрачених грошей, навіть старається захистити свою гідність: «Так, звідник, й зізнаюся в тім, що згубою
для молоді я став, Клятвопорушник, ще й болячка, та тебе не ображав.»
(107—108)
Комедії Теренція були розраховані на досить вузьку аудиторію освічених людей. До тем, що він розробляв у своїх п'єсах, неодноразово зверталися ліричні поети. Античні вчені вважали його одним із перших римських класиків, особливо підкреслюючи його талант стиліста і великий внесок у створення літературної латинської мови. У період Середньовіччя та за доби Відродження разом з Верґілієм він був найвідомішим римським письменником. Теренція багато перекладали, вивчали в монастирських і світських школах. Його твори, зокрема окремі теми і проблеми, використовувалися в церковних драмах.

## Новаторство
Полягає в тому, що, він відмовився від змішування еллінських і римських реалій, від грубого комізму, буфонади, розробивши благородний варіант комедії масок. Саме в нього з'явився новий для античної драми інтерес до розгортання власне сюжету. Також можна зазначити зменшення питомої ваги музичного компоненту із одночасним зростанням суто драматичної частини. Для Теренція важливі не жарти та інтрига, а характери і психологічна ситуація. Для нього комедія це не засіб розваги, а засіб пізнання життя. Теренцій дивиться на своїх персонажів як на носіїв тієї культури, до якої він сам ще тільки прагне долучитися. Дійові особи постають облагородженими, піднесеними, риси комізму згладжуються; мовна індивідуалізація відсутня, всі персонажі розмовляють однаково витонченою розмовною мовою освіченого римського суспільства, яка вперше отримує тут літературне оформлення.

## Теренцій для письменників
Учена черниця Гротсвіта (Х ст.) писала, що запозичила численні сюжети вона запозичила саме з комедій письменника.
Багато переробок його п'єс здійснили В. Шекспір і Мольєр. Італійський драматург К. Ґольдоні присвятив Теренцію однойменну п'єсу. Німецький просвітитель Готгольд Ефраїм Лессінг вмістив у свою книгу «Гамбурзька драматургія» блискучу рецензію на «Братів», вважаючи цей твір ідеальною комедією.